# Emerytura obywatelska
Emerytura obywatelska – powszechne świadczenie emerytalne równe dla każdego w wysokości odpowiadającej minimum socjalnemu zapewnione przez państwo i wypłacane wszystkim osobom, które osiągnęły wiek emerytalny, niezależnie od ich stażu pracy.

## W Polsce
W Polsce za wprowadzeniem emerytury obywatelskiej opowiadały się m.in. Centrum im. Adama Smitha (2011), Fundacja Republikańska (2012), Twój Ruch Janusza Palikota (2013), Polska Razem Jarosława Gowina (2014), Partia Razem (2017), Związek Przedsiębiorców i Pracodawców (2018), Polska Fair Play (2019), Wiosna Roberta Biedronia (2019), Lewica (2019).
Emerytura obywatelska miałaby być finansowana z budżetu państwa. Pomysłowi wprowadzenia emerytury obywatelskiej towarzyszą także likwidacja składek na ubezpieczenia emerytalno-rentowe oraz reforma podatkowa.
W polskiej debacie publicznej nt. emerytur obywatelskich jako przykład podawane są systemy emerytalne w Australii (Age Pension), Danii (Folkepension) i Kanadzie (Old Age Security).

## Na świecie

### Australia
Świadczenie emerytalne pn. Age Pension otrzymują wszyscy Australijczycy w wieku emerytalnym, spełniający łącznie 3 kryteria:
- kryterium zamieszkiwania (łącznie co najmniej 10 lat w Australii, z których ostatnich 5 – nieprzerwanie),
- kryterium dochodowe,
- kryterium majątkowe[11].

#### Podstawowa wysokość Age Pension w Australii w 2023 roku[12]
| stan cywilny             | kwota (AUD)* | kwota (EUR) |
| ------------------------ | ------------ | ----------- |
| samotny emeryt           | A$971,50     | ok. 575 €   |
| emeryt w związku         | A$732,30     | ok. 435 €   |
| *wypłacana co 2 tygodnie |              |             |

Z programu wyłączone są osoby, których wielkość majątku oraz dwutygodniowy dochód przekracza ustalone limity. Age Pension stanowi jeden z trzech filarów systemu emerytalnego Australii.

### Dania
Prawo do świadczenia pn. Folkepension (tłum. emerytura państwowa) ma każdy obywatel Danii, który osiągnął wiek emerytalny, ma stałe miejsce zamieszkania w Danii oraz mieszkał w Danii przez co najmniej 3 lata po ukończeniu 15. r.ż. Jednak do otrzymywania Folkepension w pełnej wysokości wymagany jest 40-letni okres zamieszkiwania w Danii, w przeciwnym razie świadczenie jest wypłacane proporcjonalnie do okresu zamieszkiwania – 1/40 za każdy rok. 

#### Wysokość Folkepension w Danii w 2023 roku (miesięcznie)[15]
| stan cywilny     | Podstawa    | Podstawa    | Dodatek     | Dodatek     |
| stan cywilny     | kwota (DKK) | kwota (EUR) | kwota (DKK) | kwota (EUR) |
| ---------------- | ----------- | ----------- | ----------- | ----------- |
| samotny emeryt   | 6 694 kr    | 900 €       | 7 745 kr    | 1 040 €     |
| emeryt w związku | 6 694 kr    | 900 €       | 3 963 kr    | 530 €       |

Wysokość dodatku jest uzależniona także od dochodu emeryta. 
Duńskie Folkepension jest tylko jednym z trzech filarów systemu emerytalnego w tym kraju.

### Kanada
Prawo do świadczenia pn. Old Age Security (OAS) mają wszyscy mieszkańcy Kanady powyżej 65 r.ż. pod warunkiem że są obywatelami Kanady (lub na stałe tam zamieszkują), którzy mieszkali w Kanadzie przez co najmniej 10 lat po ukończeniu 18 r.ż. Prawo do emerytury Old Age Security w pełnej wysokości nabywa się po 40-letnim okresie zamieszkiwania w Kanadzie.

#### Wysokość OAS w Kanadzie w 2023 roku (miesięcznie)[16]
| wiek emeryta     | kwota (CAD) | kwota (EUR) |
| ---------------- | ----------- | ----------- |
| od 65 do 75 r.ż. | C$698,60    | 470 €       |
| od 75 r.ż.       | C$768,46    | 520 €       |

Old Age Security nie jest wypłacane, jeśli całkowity roczny dochód emeryta przekracza ok. 134 tys. dolarów kanadyjskich (ok. 91 tys. €).
Emerytura Old Age Security stanowi jeden z trzech filarów systemu emerytalnego w Kanadzie. Pozostałe dwa to obowiązkowy program dla pracowników i samozatrudnionych oraz prywatne i dobrowolne programy pracownicze.

## Zalety i wady

### Zalety
Jest pewnego rodzaju powrót do początków systemu emerytalnego, który opierał się na koncepcji kanclerza Bismarcka, zakładającej wsparcie państwa dla starszych członków społeczeństwa, ale nie zapewniającej im wysokich dochodów. Robert Gwiazdowski uważa, że emerytura obywatelska to najbardziej ekonomiczne, skuteczne i sprawiedliwe rozwiązanie zapewnienia emerytury dla wszystkich. Do zalet systemu emerytur obywatelskich wymienia się też:
- jest prosty i równy dla wszystkich obywateli,
- ekonomiczny w utrzymaniu, nie wymagający kosztownej personalizacji ani poboru indywidualnych składek,
- eliminuje dyskryminację kobiet związaną z posiadaniem i wychowywaniem dzieci, systemowo wspiera politykę prorodzinną,
- nie hamuje aktywności inwestycyjnej obywateli, a wręcz ją promuje[18].

Centrum im. Adama Schmita wymienia jeszcze inne zalety:
- obniżenie kosztów emerytur o 25%, z obecnych (2011) 87 mld PLN do 68 mld PLN, dla 6,3 mln obywateli[18];
- redukcję zatrudnienia w ZUS, co pozwoli na zaoszczędzenie kosztów utrzymania instytucji[18];
- pozytywny wpływ na rynek pracy poprzez zmniejszenie kosztów pracy i klina podatkowego[18];
- umożliwienie emerytom pełnej aktywności zawodowej[18];
- rozwiązanie systemowych problemów, zapewniając prostotę i zabezpieczenie finansowe dla wszystkich obywateli na starość[18],
- wyeliminowanie problemu zbyt szybkiego awansu w służbach mundurowych, związanych z wysokością emerytur[18];
- zgodność z ideologią liberalizmu i umiarkowanie w odniesieniu do likwidacji systemu emerytalnego[18].

### Wady
Niektórzy ekonomiści twierdzą, że emerytura obywatelska generuje znaczne koszty, nie stymuluje do aktywności zawodowej ani do gromadzenia oszczędności na przyszłą emeryturę. Inni dodają, że takie podejście byłoby po prostu niesprawiedliwe. Wprowadzenie jednolitej, niskiej stawki emerytalnej dla wszystkich wymagałoby obniżenia składek. Jednakże te obniżone składki nie byłyby wystarczające do wypłacenia obecnych emerytur.
Poza tym wymienia się inne wady wprowadzenia systemu:
- zwiększenie deficytu budżetowego oraz brak obniżenia obciążeń podatkowych[4];
- podniesienie obciążeń podatkowych lub składek w przyszłości[4];
- możliwość wystąpienia niewypłacalności systemu emerytalnego[4];
- konieczność znalezienia nowego źródła finansowania emerytur[4];
- niesprawiedliwość i zachęta do nadużyć systemowych[4];
- poczucie niesprawiedliwości związane z większym obciążeniem pracujących w porównaniu z osobami niepracującymi[4];
- ryzyko wzrostu nielegalnego zatrudnienia z powodu emerytury obywatelskiej[4];
- przyznanie emerytury osobom, które nigdy nie podjęły pracy[4];
- zachęta do działalności w szarej strefie i nieuczciwości, co prowadzi do rozwoju szarej strefy[4];
- pogorszenie sytuacji materialnej najuboższych członków społeczeństwa[4];
- zwiększenie różnic między najbiedniejszymi a najbogatszymi[4];
- brak możliwości wcześniejszego przejścia na emeryturę.